# Сирена (фильм, 2010)
«Сирена» (англ. Siren) — триллер 2010 года канадского режиссёра Эндрю Халла. 
Съемки проходили в Тунисе летом 2009 года. Премьера в Великобритании состоялась 11 ноября 2010 года. На DVD фильм вышел 22 марта 2011 года. Фильм получил смешанные и негативные отзывы критиков.

## Сюжет
Группа друзей на выходные уезжает отдыхать на побережье. Во время круиза на катере у них глохнет мотор, и они спасаются на уединенном острове, таящем в себе множество опасностей.

## В ролях
| Актёр            | Роль              |
| ---------------- | ----------------- |
| Оуэн Маккен      | Кен               |
| Анна Скеллерн    | Рэйчел            |
| Тереза Србова    | Силка             |
| Энтони Джабре    | Марко             |
| Абделькадер Саид | мертвый моряк     |
| Мохамед Дриф     | лодочный торговец |